# Trives (Puebla de Trives)
Trives (llamada oficialmente Santa María de Trives) es una parroquia y un lugar del municipio español de Puebla de Trives, en la provincia de Orense, Galicia.

## Organización territorial
La parroquia está formada por una entidad de población:
- Trives

## Demografía
Gráfica demográfica del lugar y parroquia de Trives según el INE español:
| Gráfica de evolución demográfica de Trives entre 2000 y 2023 |
|                                                              |
| Datos según el nomenclátor publicado por el INE.             |